# Dąbrowa (Skrzatusz)
Dąbrowa – część wsi Skrzatusz w Polsce, położona w województwie wielkopolskim, w powiecie pilskim, w gminie Szydłowo, na północny wschód od wzniesienia Dąbrowa.
W latach 1975–1998 Dąbrowa administracyjnie należała do województwa pilskiego.